# Andrea Bagioli
Andrea Bagioli   (Sondrio, 23 de març de 1999) és un ciclista italià, professional des del 2020. Actualment corre a l'equip Lidl-Trek.
Com a ciclista amateur en el seu palmarès destaquen la Toscana-Terra de ciclisme de 2018 i el Piccolo Giro de Llombardia de 2019. Com a professional, ja el primer any destacà amb la victòria en dues etapes al Tour de l'Ain i la Setmana Internacional de Coppi i Bartali. El 2022 guanyà una etapa a la Volta a Catalunya.

## Palmarès
- 2015
  - 1r a la Coppa d'Oro
- 2016
  - 1r al Trofeu de la Vila de Loano
- 2018
  - 1r a la Toscana-Terra de ciclisme i vencedor d'una etapa
- 2019
  - 1r al Trofeu Ciutat de San Vendemiano
  - 1r a la Coppa Cicogna
  - 1r al Gran Premi de la vila d'Empoli
  - 1r a la Ronda de l'Isard i vencedor de 2 etapes
  - 1r al Trofeu Gavardo Tecmor
  - 1r al Piccolo Giro de Llombardia
- 2020
  - Vencedor d'una etapa al Tour de l'Ain
  - Vencedor d'una etapa a la Setmana Internacional de Coppi i Bartali
- 2021
  - 1r a La Drôme Classic
- 2022
  - Vencedor d'una etapa a la Volta a Catalunya
- 2023
  - 1r al Giro del Piemont
  - Vencedor d'una etapa al Tour de Valònia
  - Vencedor d'una etapa a la Volta a Eslovàquia

### Resultats a la Volta a Espanya
- 2020. Abandona (16a etapa)
- 2023. Abandona (6a etapa)

### Resultats al Tour de França
- 2022. 98è de la classificació general